# Университет искусственного интеллекта и цифровизации
Университет искусственного интеллекта и цифровизации (укр. Університет штучного інтелекту та цифровізації) — частное учреждение высшего образования IV уровня аккредитации в Киеве, Украина.
Университет является образовательным кластером, включающим собственно университет (бакалавриат, магистратура, аспирантура), последипломное образование (повышение квалификации), колледж и профессионально-техническое образование.

## Контингент и направления подготовки
В университете 800 студентов, 57 преподавателей, 40 кандидатов наук, 21 профессор.
Университет проводит подготовку по направлениям: Информационные технологии (кибербезопасность, системный анализ, компьютерные науки, компьютерная инженерия, инженерия программного обеспечения, информационные системы и технологии); Автоматизация и приборостроение (автоматизация и компьютерно-интегрированные технологии); Архитектура и строительство (геодезия и землеустройство); Управление и администрирование (предпринимательство, торговля и биржевая деятельность, публичное управление и администрирование, маркетинг, финансы, банковское дело и страхование, учёт и налогообложение, менеджмент); Право.

## История
Университет зарегистрирован 23 декабря 2020 года в Киеве по улице Сечевых Стрельцов, дом 23-А. Уставный капитал составляет 1,2 млн. грн. Ректор университета — профессор Дарина Кушерец.

## Преподаватели
К известным представителям профессорско-преподавательского корпуса относится Александра Кармаза — профессор кафедры частного, публичного права и предиктивного правосудия, доктор юридических наук, член Центральной избирательной комиссии Украины.

## Совместная деятельность
Университет является генеральным партнёром ежегодного конкурса «Молодой учёный года».